# Kinosternon acutum
Kinosternon acutum е вид влечуго от семейство Тинести костенурки (Kinosternidae).

## Разпространение
Видът е разпространен в Белиз, Гватемала и Мексико.